# Zorro (série de televisão de 1957)
Zorro é uma série de produção da Walt Disney baseado no herói mascarado, estreado em 10 de Outubro de 1957 no canal ABC. O final da série no canal foi em 2 de Junho de 1959. Foram produzidos 78 episódios, além de 4 especiais de uma hora que foram ao ar entre 30 de Outubro de 1960 e 2 de Abril de 1961 pela antologia de séries de televisão dos Estúdios Walt Disney. No Brasil, a série foi ao ar na TV Globo entre janeiro de 1973 e março de 1974. 
A série se passa na Los Angeles de 1820, quando ainda fazia parte da Califórnia espanhola e antes da independência do México. Zorro ajuda colonos hispânicos e povos indígenas oprimidos pelos governantes. Uma remasterização, na qual a cor foi adicionada, foi lançada em 1992.

## História
Durante a maior parte de sua execução, os episódios de Zorro faziam parte de arcos de história contínuos, cada um com cerca de treze episódios. Tinha uma estrutura semelhante a um seriado cinematográfico. O primeiro deles narra o surgimento de Zorro / Diego para a Califórnia em 1820, e sua batalha com o ganancioso e cruel Comandante local, Capitão Enrique Sánchez Monastario. Após a derrota final de Monastario, na segunda história, Zorro deve descobrir e combater o Magistrado Carlos Galindo, que faz parte de uma conspiração para assumir o governo da Califórnia. O terceiro arco da história diz respeito ao líder dessa conspiração, José Sebastián de Varga, uma figura sombria conhecida como "o Águia". É revelado que Varga pretende obter um enorme lucro entregando a Califórnia a outro país, implícito como a Rússia, que tinha seus próprios interesses na Costa Oeste, especialmente o atual Alasca. A primeira temporada termina com a morte de Varga.
A segunda temporada começa com Diego em Monterey, a capital colonial da Alta Califórnia. As autoridades estão preocupadas que o dinheiro coletado de forma privada para trazer um navio de suprimentos para a Califórnia seja repetidamente desviado para uma gangue de bandidos. Diego fica para investigar, tanto como civil, quanto como Zorro mascarado. Ele se interessa por Ana Maria Verdugo, filha do homem que organiza o esforço. Uma vez que Zorro derrota os ladrões, ele entra em uma rivalidade com seu velho amigo Ricardo del Amo, um brincalhão que também está interessado em Ana Maria. Ana Maria está apaixonada pelo Zorro. Enquanto em Monterey, Zorro e o sargento Demetrio López García também se envolvem em uma disputa entre o povo e um vice-governador repressivo. Diego/Zorro está prestes a desistir de sua máscara para se casar com Ana Maria, mas Don Alejandro o convence a desistir. Zorro (e Diego) se despede de Ana Maria e volta para Los Angeles, onde se envolve em uma série de aventuras mais curtas.

Em um arco de história de três episódios, estrelado por Annette Funicello, Zorro deve resolver o mistério do pai de Anita Cabrillo, um homem que parece não existir. Outras histórias no final da série envolvem o tio de Diego (interpretado por Cesar Romero), uma trama contra o governador da Califórnia, um encontro com um "homem da montanha" americano (Jeff York, reprisando um papel de The Saga de Andy Burnett), e enganando um ganancioso emissário da Espanha.

### Monterrey
Monterrey era uma cidade maior que Los Angeles, privilegiada por possuir um porto marítimo. Os mercadores que exportavam seus produtos, não podiam importar nada. O Senhor Verduzco procura os De La Vega para conseguir financiamento para trazer um navio com mercadorias da Espanha, mas a coisa se torna suspeita quando os encarregados de transportar o dinheiro são os ineptos Sargento Garcia e Cabo Reyes. Pablo, um índio, tenta roubar o dinheiro com a ajuda de seu bando, mas são derrotados.
Pouco depois aparece um jovem inflamado chamado Joaquin Castañeda que provoca o governador e causa problemas aos revoltosos e ao Zorro. Depois surge outro homem, Ricardo del Campo, um velho amigo de Diego e que disputara as atenções de Ana Maria Verduzco com o herói.
Depois, Diego e Bernardo voltam a Los Angeles, onde continuam suas aventuras, enfrentando diversos bandidos, inclusive um tio de Diego, Esteban de La Cruz (papel de Cesar Romero), um emissário do Rei e o próprio governador.

## Personagens

### Principais personagens
- Don Diego de La Vega (Zorro) - Guy Williams

- Don Alejandro de La Vega - George Lewis

- Bernardo - Gene Sheldon

- Sgt. Demétrio Lopez Garcia - Henry Calvin

### Personagens secundarios
- Cabo Reyes - Don Diamond
- Capitão Monastário - Britt Lomond
- Juan Ortega - Anthony Caruso
- Padre Felipe - Romney Brent
- Magistrado Carlos Galindo - Vinton Hayworth
- José Sebastian Varga - Charles Korvin
- Don Rodolfo - Steve Stevens
- Ana María Verdugo - Jolene Brand
- Senhor Gregório Verdugo -Eduard Franz
- Ricardo del Amo - Richard Anderson
- Esteban de La Cruz - César Romero
- Anita Campillo - Annette Funicello
- Andrés Felipe Basilio - Everett Sloane
- Capitão Felipe Arrellanos - George Neise
- Governador da Califórnia - John Litel

## Sobre os personagens

### Os soldados e os comandantes
Vários comandantes apareceram durante as temporadas, atuando tanto no quartel de Los Angeles como em Monterrey. Os capitães comandavam os batalhões de lanceiros de Sua Majestade Real  (Rei da Espanha):
Capitão Enrique Sánchez Monastário (Temporada 1 - Episódios 1 a 13)
Tirano, interessado em seu próprio poder. Tinha como comparsa o magistrado Pina.
Capitão Meléndez (Temporada 1 - Episódio 14)
Comandante que sucedeu Monastário, homem correto e respeitador da lei, assassinado no mesmo dia de sua chegada a Los Angeles por Esteban Rojas, agente do Águia. É anunciado o novo magistrado, Carlos Galindo.
Capitão Juan Ortega (Temporada 1 - Episódios 20 a 22)
Era para ser um homem justo, conforme as informações de Don Alejandro. Mas ele não age como tal, pois se trata de Andrés Fernández, que se passa por Ortega. Andrés Fernández estava para ser desmascarado por Rosarito Cortez, amiga de infância de Don Diego, que viajava no mesmo barco que o impostor. O vilão luta com Zorro e arranca a máscara, descobrindo o rosto de Diego. Mas ele despenca do telhado que lutavam e acaba morrendo.
Capitão Arturo Toledano (Temporada 1 - Episódios 24 a 27)
O único comandante leal à Coroa Espanhola. Vem com sua esposa Raquel, aliciada pelo Águia em sua conspiração, que prometera a ela tornar o marido governador. Toledano descobre parte da trama e com a ajuda de Zorro, desmascara o lanceiro Figueroa, que confessa ser o Magistrado Galindo o chefe do complô em Los Angeles. Na luta que se segue numa taverna, o magistrado é morto acidentalmente por um de seus homens e o Capitão Toledano vence o senhor Alarcón (outro conspirador) com a espada emprestada pelo Zorro. Toledano deve ir então para San Diego, recolocando o Sargento Garcia no posto de comandante.
Capitão Estrada (Temporada 2 - Episódios 1 a 5)
Comandante de Monterrey. Não aparece, apenas é mencionado nas histórias com o Senhor Verdusco.
Capitão Briones (Temporada 2 - Episódios 6 a 9)
Comandante de Monterrey, chefe da Guarda Especial, sob as ordens de Luis Rico, ajudante do governador e que trama para obter seu cargo. 
Capitão Luis Guerrero (Temporada 2 - Episódio 11)
Comandante de Monterrey, sucessor de Briones. Narcisista e irritado com Ricardo del Campo. Captura o homem que estava vestido de Zorro, mas o Sargento García sabe que ele não é o herói.
Capitão Salvador Mendoza (Temporada 2 - Episódio 27 a 30)
Comandante de Los Angeles sob as ordens de Andrés Basilio, emissário do Rei da Espanha que é mandado à Califórnia para coletar fundos para a Guerra da Espanha com a França. Basílio tenta expulsar os fazendeiros de suas terras e descobre que o Zorro é Don Diego. Ele se veste com o traje negro e o Capitão Mendoza se confunde. Dispara e mata Basílio, achando que ele era o Zorro.
Capitão Felipe Arellanos (Temporada 2 - Episódios 33 a 36)
Ajudante do Governador, vai a Los Angeles nomeado Governador Interino. Assediado pelos rebeldes que querem que ele assassine o governador. Também cortejava Leonor, a filha do governador. Morre em uma luta com o Zorro.

### Sargento García
O sargento Demétrio López García (interpretado pelo barítono estadunidense Henry Calvin) é um militar cujas paixões são vinho das tavernas e boa comida. Bastante gordo e inepto com a espada, carrega as chaves da cadeia, que sempre mostra para o Zorro. Também costuma pedir "por favor" quando recebe ordens de prender Zorro ou algum bandido perigoso. Assumiu como comandante interino algumas vezes.

### Cabo Reyes
O cabo Reyes (interpretado pelo ator Don Diamond) é tímido e inepto, que irrita o sargento cobrando dinheiro que este lhe deve. A dupla às vezes lembra os famosos O Gordo e o Magro do cinema.

### Outros soldados que se destacaram

#### Cabo Delgado
Acompanha o Sargento García no episódio 8 da primeira temporada, quando recebem ordens de manter Diego prisioneiro em sua própria fazenda. Toca violão na cena cômica do "Brinde ao comandante".

#### Lancero Ibarra
Outro soldado que aparece no episódio 8. Curiosamente, seu intérprete é Don Diamond (sem bigode), antes dele assumir o papel do Cabo Reyes (que estreia no episódio 14).

#### Sargento Espinoza
Enviado pelo governador para escoltar Don Nacho Torres (Episódio 8, primeira temporada). 

#### Tenente Rafael Santos
Enviado pela guarnição de São Francisco para escoltar o Senhor Verdusco (Episódio 3, segunda temporada). É atacado pelo índio Pablo e seus asseclas, que roubam seu uniforme e credenciais e o abandonam, dando-o como morto. Outro bandido se faria passar por Verdusco. Graças ao cavalo chamado Fantasma, Don Diego o descobre antes que morra e fica sabendo da trama dos bandidos.

### As damas
Don Diego conhece várias damas. Algumas delas:
- Teresa, vendedora de tamales, muito impulsiva. Aparece no episódio em que o Sr. Rico assume como governador interino.

- Ana Maria Verdusco, que ama mais a Zorro do que Don Diego.

- Madalena, uma bela jovem que Diego conhecera quando criança e que se tornara uma agente do Águia. Por razões que nem ele mesmo compreende, Diego a salva de ser morta a mando do próprio Águia vestido como Zorro. Em seguida a ordena que se vá o mais depressa possível.

## Cavalos do Zorro

### Tornado
Tornado é o cavalo negro do Zorro. Conta-se que o nome verdadeiro do cavalo era "Diamond Decorator" mas, para as filmagens, foram usados 3 cavalos diferentes: um para as cavalgadas, outro para as cenas de luta e um terceiro para o clássico relinchar sobre duas patas.

### Fantasma
Quando Don Diego vai para Monterrey, ele deixa Tornado. No episódio 3 da segunda temporada, Diego se encontra com o Tenente Rafael Santos, ferido de morte, e fica com o cavalo branco do militar chamado Fantasma. Este será a montaria de Zorro durante todas as aventuras em Monterrey. Essa não foi a primeira vez que o herói possuiu um cavalo branco, o primeiro apareceu no seriado da Republic Pictures Zorro's Fighting Legion de 1939, um outro cavalo branco aparece no desenho japonês Kaiketsu Zorro, seu nome era Viento.

## Quadrinhos
As aventuras do Zorro começaram a ser publicadas nas revistas em quadrinhos Disney desenhada por Alex Toth para a Dell Comics e que circulavam no Brasil nos anos de 1960, principalmente no "Almanaque do Tio Patinhas". Durante os anos de 1970, artistas brasileiros produziram para os Estúdios Abril diversas aventuras baseadas na série, com destaque para as batalhas contra o Capitão Monastário e o conspirador Águia. O personagem ganhou algumas revistas especiais com histórias exclusivas, as chamadas "Edições Extras"

## Transmissão
Nos Estados Unidos, Zorro foi exibido em horário nobre pela ABC entre 1957 e 1959. O Disney Channel reprisou a série entre 1983 e 2002. Em 1992 a série foi colorizada, e passou a substituir a versão em preto e branco.

### Brasil
No Brasil, a série estreou na Rede Tupi em 1963, levando o título de Toddy e A Marca do Zorro, sendo exibido aos segundas-feiras à 19h25. Na época recebia esse título graças ao patrocínio do achocolatado. Permaneceu na emissora até 1965.
Foi exibida pela TV Globo na década de 70. Em 1982, foi exibido brevemente pelo SBT. Entre 1996 e 1998, a Record passou a transmitir a série. Em 2006, a Rede TV exibiu brevemente zorro. Desde 2011, a Rede Brasil mantém o seriado em sua grade.
Os canais por assinatura Disney, Fox Kids e Jetix exibiram a série em diferentes momentos.

### Argentina
Na Argentina, a serie é exibida pelo canal El Trece desde 1968, com algumas interrupções. A versão colorida passou a ser transmitida em 1992. Em janeiro de 2022, o canal começou a reprisar a série ao meio dia e Zorro conquistou a liderança nacional de audiência.

## Mídias

### VHS
Várias compilações da série foram lançadas em VHS através dos anos, mas que agora não são mais fabricadas. São as seguintes:
Filmes compilados de episódios
- The Sign of Zorro (fora dos EUA, 1958, EUA. 1960; série do Monastário)
- Zorro, the Avenger (fora dos EUA, 1959; baseado no fim da série do Águia)

Episódios de televisão em VHS
- Volume 1 - The Secret of El Zorro (quatro episódios) ISBN 1-55890-341-0
- Volume 2 - Zorro and the Mountain Man (três episódios) ISBN 1-55890-339-9
- Volume 3 - The Mystery of Don Cabrillo (três episódios) ISBN 1-55890-340-2
- Volume 4 - Invitation to Death (quatro episódios) ISBN 1-55890-362-3
- Volume 5 - The Gay Caballero (quatro episódios) ISBN 1-55890-173-6
- Volume 6 - The Man from Spain (quatro episódios) ISBN 1-55890-175-2

### Lançamentos em DVD
Dois volumes da primeira temporada de Zorro foram lançados em DVD nos Estados Unidos em 2006, representando toda a série de episódios de Monastário e o começo dos enredos do Magistrado Galindo. Três volumes adicionais se seguiram, completando a temporada, que foi então relançada numa caixa intitulada  Zorro, the Complete First Season. Os discos mencionados estão apenas disponíveis pelo Disney Movie Club. Cada volume contém a versão colorizada de 1992 da série e em torno de oito episódios. No entanto nenhum material extra está incluído. O programa Disney Movie Rewards oferece a Primeira Temporada completa por 2,200 pontos.
- Walt Disney's Zorro, Season 1, Volume 1 ISBN 0-7888-7103-X
- Walt Disney's Zorro, Season 1, Volume 2 ISBN 0-7888-7104-8
- Walt Disney's Zorro, Season 1, Volume 3 ISBN 0-7888-7250-8
- Walt Disney's Zorro, Season 1, Volume 4 ISBN 0-7888-7251-6
- Walt Disney's Zorro, Season 1, Volume 5 ISBN 0-7888-7253-2

Posteriormente o Disney Movie Club lançou a segunda temporada, também consistindo de cinco volumes.
Em 2009 a série completa foi lançada pela primeira vez em DVD no formato original em preto e branco, por meio da coleção Walt Disney Treasures, e contendo material extra. Porém, assim como outros lançamentos da Disney, entrou em "moratória".